# Bandia
Bandia is een census town in het district Udham Singh Nagar van de Indiase staat Uttarakhand. 

## Demografie
Volgens de Indiase volkstelling van 2001 wonen er 8.897 mensen in Bandia, waarvan 56% mannelijk en 44% vrouwelijk is. De plaats heeft een alfabetiseringsgraad van 55%. 